# Wolfgang Schulz (Flötist)
Wolfgang Schulz (* 26. Februar 1946 in Linz, Oberösterreich; † 28. März 2013 in Wien) war ein österreichischer Konzertflötist und Hochschullehrer. Er war Soloflötist der Wiener Philharmoniker und Professor an der Universität für Musik und darstellende Kunst Wien. 

## Leben
Wolfgang Schulz, Bruder des Violinisten Gerhard Schulz und des Cellisten Walther Schulz, erhielt seinen ersten Flötenunterricht ab 1956 bei Christiane Schwamberger und Willi Bauer an der Musikschule Linz, danach folgte eine Ausbildung bei Rudolf Leitner am Brucknerkonservatorium. Von 1960 bis 1964 studierte Schulz Konzertfach Flöte bei Hans Reznicek an der damaligen Wiener Musikakademie. Im Jahr 1964 gewann er das Probespiel an der Volksoper Wien, war bis 1970 erster Flötist des Orchesters der Wiener Volksoper, ab 1. September 1970 wechselte er ins Staatsopernorchester und am 1. März 1973 wurde er schließlich Mitglied der Wiener Philharmoniker.
Ab 1979 unterrichtete Wolfgang Schulz Konzertfach Flöte an der Universität für Musik und darstellende Kunst Wien. Zu seinen Schülern zählten unter anderem Gisela Mashayekhi-Beer, Christian Landsmann, Elizabeth Pring, Günther Voglmayr, Clemens Gadenstätter, Krzysztof Kaczka, Michael Martin Kofler, Karin Leitner und Helmut Trawöger.
1983 erfolgte die Gründung des „Ensemble Wien-Berlin“, einem Holzbläserquintett zusammengesetzt aus Solisten der Wiener und Berliner Philharmoniker, welchem er zeit seines Lebens angehörte. Ab 1996 leitete er sein eigenes Festival „Bonheur musical“ im französischen Lourmarin. 2000 gründete Wolfgang Schulz das Musikerensemble „Camerata Schulz“, welches in wechselnder Besetzung auftritt und dem auch einige Mitglieder der traditionsreichen Musikerfamilie angehören. Mit seinem Sohn Matthias Schulz, ebenfalls Flötist und seit 2005 im Bühnenorchester der Wiener Staatsoper engagiert, trat er immer wieder gemeinsam auf.
Schulz erlag am 28. März 2013 im Alter von 67 Jahren im Allgemeinen Krankenhaus der Stadt Wien einer schweren Krankheit.

## Auszeichnungen
- 2007: Großes Silbernes Ehrenzeichen für Verdienste um die Republik Österreich[5]